# 2 Girls 1 Cup
2 Girls 1 Cup is de trailer van de film Hungry Bitches. Deze pornografische film werd geproduceerd door MFX Media.

## Inhoud
In de trailer zijn twee vrouwen te zien die hun ontlasting in een beker doen, waarna ze van de ontlasting eten, er oraal mee spelen, en dit in elkaars mond overgeven.

## Bekendheid
Deze video van exact één minuut lang is een viral video die erg bekend werd onder bloggers en forumgebruikers door de reacties van de kijkers. Rond oktober 2007 werden videosites zoals YouTube overspoeld met video's van personen die de video voor het eerst zagen.
De naam diende als inspiratie voor andere choquerende filmpjes. 
- Het filmpje '2 Guys 1 Horse (starring Mr. Hands)' toont bijvoorbeeld de Amerikaan Kenneth Pinyan die anaal geslachtsverkeer met een paard heeft. De acteur zou uiteindelijk aan de medische complicaties van een soortgelijke actie overlijden; door de nieuwsbekendheid van dit incident ging het filmpje dat oorspronkelijk als dierenporno bedoeld was een eigen leven leiden als shock video.
- De Canadees Luka Magnotta maakte een snuff-filmpje en plaatste dit op internet onder de naam '1 Lunatic 1 Ice pick'. Dit schokkende filmpje werd overigens nadien verwijderd, toen men zich realiseerde dat het om een werkelijke moord ging.
- Ook bekend is '2 Girls 1 Finger' waarin twee Japanse meiden te zien zijn, die ook in elkaars mond overgeven, en ook in elkaars mond poepen.
- ´1 Bitch 9 Pups´ is een zoösadistisch filmpje, waarschijnlijk van de hand van Adam Britton, waarin negen puppies en hun moeder worden misbruikt en gedood.

## Parodieën
Naast de vele video's waarin de reacties van kijkers te zien waren, werden er ook parodieën gemaakt. Niet alleen op de video van '2 Girls 1 Cup', maar ook op de reacties daarop. Zo werd een video waarin de reactie van Kermit de Kikker te zien is erg populair op Digg.